# Blomsterhandel

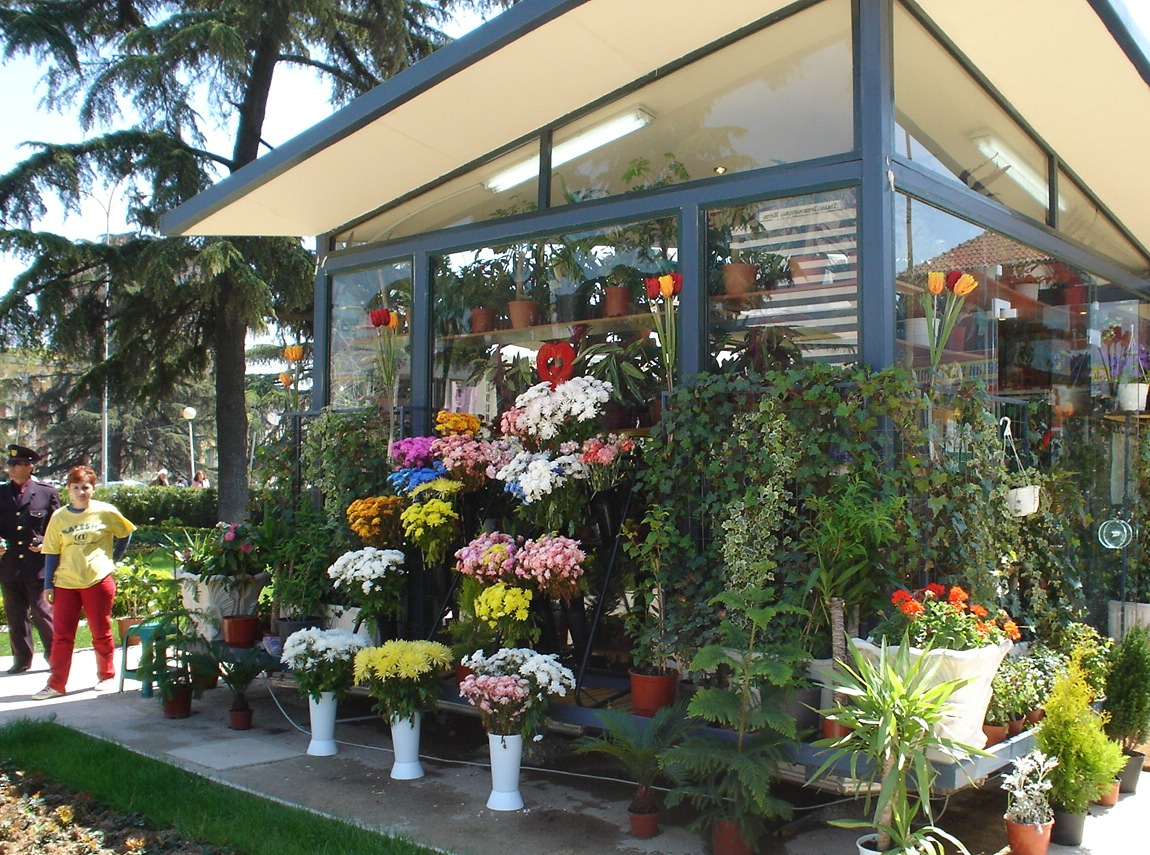
Blomsterhandel

En blomsterhandel är en affär där man kan handla snittblommor, krukväxter, blomsterarrangemang såsom kransar, kistdekorationer och sorgdekorationer. Brudbuketter och arrangemang kring högtider är också en viktig del för blomsterhandeln. I blomsterhandeln finns även utrustning för att sköta krukväxter och mindre odlingar såsom jord eller trädgårdsutrustning. Det yrke som hör ihop med en blomsterhandel kallas florist.